# Jimmy Johnstone
Pour les articles homonymes, voir Johnstone.
James Connelly Johnstone, plus connu comme Jimmy Johnstone et surnommé « Jinky », né le 30 septembre 1944 à Uddingston et mort le 13 mars 2006 dans la même ville, est un footballeur international écossais.
Ailier droit emblématique de la grande équipe du Celtic FC des années 1960-1970, il est élu en 2002 meilleur joueur de l'histoire du club par les supporteurs. Il fait partie du Scottish Football Hall of Fame, intronisé lors de son inauguration en 2004.

## Biographie
Né à Uddingston, dans le South Lanarkshire, dans une famille de mineur, Jimmy Johnstone est le plus jeune d'une fratrie de cinq enfants. Il grandit à Old Edinburgh Road, en face du Robertson Park où évoluent les équipes de jeune du Thorniewood United FC. Remarqué à 13 ans par les recruteurs du Celtic FC et de Manchester United (dirigé par le célèbre Matt Busby), il opte pour le Celtic, un club dont sa communauté est supporter. À 15 ans il quitte l'école et commence à travailler tout en poursuivant sa formation au Blantyre Celtic FC, un club partenaire du Celtic. Il y termine sa croissance, ne mesurant finalement qu'un modeste 1,62 m pour à peine 60 kg.
Johnstone fait ses débuts en équipe première en mars 1963, mais ne trouve vraiment sa place qu'avec l'arrivée comme manager de Jock Stein en 1965. Il fait très vite parler ses qualités : dribbleur exceptionnel, excellent passeur, explosif, un très bon toucher de balle, une parfaite vision du jeu, et même un bon jeu de tete, malgré sa taille modeste. Il est titulaire indiscutable d'une équipe qui va remporter entre 1965 et 1974 neuf championnats d'Écosse d'affilée, un record, et nombreux autres trophées. Le Celtic accède quatre fois aux demi-finales de la Coupe des clubs champions européens, deux fois à la finale et remporte l'historique victoire en Coupe des clubs champions européens en 1967 face au grand Inter Milan. Les Lisbon Lions réalisent là une première pour un club britannique. Johnstone termine en 1967 au troisième rang du Ballon d'or, derrière le Hongrois Flórián Albert, maître à jouer de Ferencvaros et de la Hongrie depuis plusieurs saisons, et l'Anglais Bobby Charlton.
Par ailleurs, Johnstone fait ses débuts internationaux dès 1964. Il honore finalement 23 sélections pour l'Écosse, un total modeste par rapport à son talent. Cela s'explique par sa phobie de l'avion pour les déplacements, les quelques problèmes disciplinaires qu'íl a pu connaître (en réaction aux brutalités dont il était la cible) et les relations difficiles entretenues par la Fédération avec le Celtic, club catholique aux racines irlandaises. Willie Henderson, l'ailier des Rangers, lui a ainsi souvent été préféré. Alors qu'il est rarement convoqué, l'équipe nationale manque la qualification pour les Coupes du monde de 1966 et 1970. Il fait partie du groupe pour la Coupe du monde 1974 mais ne joue pas.
La phobie de l'avion de Johnstone est telle qu'en novembre 1968, il s'accorde avec Jock Stein pour ne pas faire le déplacement à Belgrade, pour un match retour de Coupe d'Europe, si le Celtic l'emporte par au moins trois buts ; le Celtic l'emporte 5-1, Johnstone marquant deux buts et donnant les trois autres.
Johnstone vivait mal la célébrité et il lui arrivait de se saouler en ville. Jock Stein le savait et comptait sur un réseau d'informateurs pour être prévenu et pouvoir renvoyer Johnstone, la pépite de son équipe, chez lui. Stein se comporte ainsi autant qu'il peut en protecteur de son joueur vedette. En 1975, alors que son niveau de performances a sensiblement baissé, il quitte le club et tente sa chance aux États-Unis. Son bilan au Celtic est de 515 matchs et 129 buts.
Son passage aux San Jose Earthquakes est un échec, il rentre au Royaume-Uni et signe à Sheffield United. Il y reste deux saisons sans connaître une grande réussite, et termine sa carrière sur de brèves piges à Dundee, Shelbourne, Elgin City et Blantyre Celtic, pour finir. Son après-carrière est difficile. Au milieu des années 1980, il revient au Celtic pour entraîner des équipes de jeunes, mais l'expérience ne dure pas. Il connaît des difficultés avec l'alcool et se trouve ruiné. Finalement il se rétablit et retrouve une meilleure santé. Il reste supporter du Celtic et assiste volontiers aux matchs au Celtic Park.

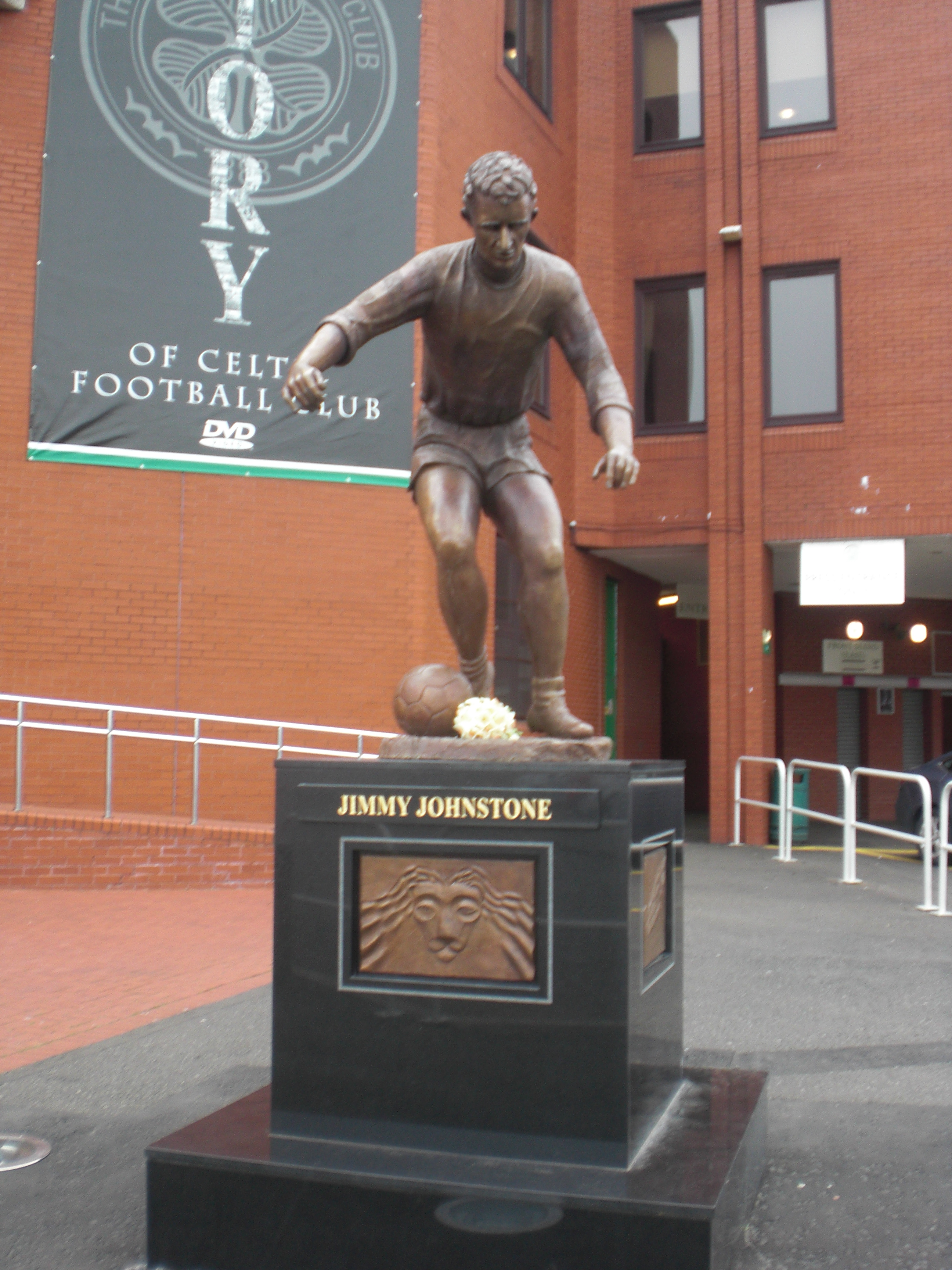
Statue de Johnstone face à l'entrée principale du Celtic Park.

En 2001, il est diagnostiqué d'une sclérose latérale amyotrophique (SLA), également appelée maladie de Charcot. Une fondation est créée pour lever des fonds et aider à la recherche médicale. Il décède le 13 mars 2006 dans sa maison d'Uddingston, tout près de son lieu de naissance. Des milliers de fans lui rendent hommage en suivant son cercueil dans les rues de Glasgow.
En 2004 son nom est inscrit au Scottish Football Hall of Fame. En décembre 2008, une statue à son effigie est placée devant Celtic Park.

## Carrière
- 1962-1975 : Celtic Glasgow ( Écosse)
- 1975 : San Jose Earthquakes ( États-Unis)
- 1975-1977 : Sheffield United ( Angleterre)
- 1977 : Dundee FC ( Écosse)
- 1977-1978 : Shelbourne FC ( Irlande)
- 23 sélections avec l'Écosse.

## Palmarès
- Vainqueur de la Coupe d'Europe des clubs champions : 1967 (Celtic FC).
- Finaliste de la Coupe d'Europe des clubs champions : 1970 (Celtic FC).
- Finaliste de la Coupe intercontinentale : 1967 (Celtic FC).
- Champion d'Écosse : 1966, 1967, 1968, 1969, 1970, 1971, 1972, 1973 et 1974 (Celtic FC).
- Vainqueur de la Coupe d'Écosse : 1965, 1967, 1969, 1971, 1972, 1974, 1975.
- Vainqueur de la Coupe de la Ligue écossaise : 1966, 1967, 1969, 1975